# Dinarthrodes myohyangsanicus
Dinarthrodes myohyangsanicus är en nattsländeart som beskrevs av Kumanski och Weaver 1992. Dinarthrodes myohyangsanicus ingår i släktet Dinarthrodes och familjen kantrörsnattsländor. Inga underarter finns listade i Catalogue of Life.